# Anschlag auf den Tiflis-Ağdam-Bus 1990
Als Anschlag auf den Tiflis-Ağdam-Bus wird ein am 10. August 1990 von zwei armenischen Terroristen verübtes Attentat auf einen Personenbus bezeichnet, der auf dem Weg von der georgischen Hauptstadt Tiflis in die aserbaidschanische Stadt Ağdam war.

## Eskalation der Lage und Opferzahl
Mit zunehmender Eskalation armenisch-aserbaidschanischer Auseinandersetzungen in Bergkarabach Ende der 1980er Jahre begannen bewaffnete Mitglieder armenischer Untergrundorganisationen, die öffentlichen Verkehrsmittel auf aserbaidschanischem Territorium (u. a. Personenbusse) ins Visier zu nehmen. Bereits im September 1989 wurde ein Bus von Tiflis nach Baku in die Luft gesprengt. Dabei wurden fünf Personen getötet und 25 weitere verletzt. Am 11. Juli 1990 fielen 14 Aserbaidschaner auf der Busfahrt von Tərtər nach Kəlbəcər einem Anschlag zum Opfer.
Das Attentat auf den Bus von Tiflis nach Ağdam gilt als einer der schwersten und opferreichsten Anschläge vor Beginn der aktiven Kampfhandlungen zwischen Armenien und Aserbaidschan in Bergkarabach 1992. Im Bus, der am 10. August von Tiflis Richtung Ağdam aufbrach, befanden sich insgesamt 60 Fahrgäste. Unweit der Stadt Göygöl (damals Xanlar) kam es zu einer heftigen Sprengstoffdetonation, die 15 bis 20 Menschen in den Tod riss. Die Zahl der Verletzten belief sich auf zwischen 16 und 30 Personen.

## Organisatoren
Die im russischen Rostow am Don tätige armenische Untergrundorganisation „Wresch“ wird als Hauptdrahtzieher hinter der Explosion vermutet. Den Ermittlungen zufolge sei diese Gruppierung auch für den tödlichen Anschlag auf den Personenbus von Tiflis nach Baku im September 1989 verantwortlich.
Als unmittelbare Täter wurden die beiden Armenier Armen Michailowitsch Awanesjan und Michail Michailowitsch Tatewosjan identifiziert und festgenommen. Nach einem Gerichtsverfahren wurde Awanesjan im Mai 1992 zum Tode verurteilt und hingerichtet; Tatewosjan bekam 15 Jahre Freiheitsstrafe. Doch alsbald wurde er in der Stadt Tərtər gegen aserbaidschanische Geiseln ausgetauscht. Die Untersuchungen ergaben zudem, dass beide Attentäter erfolglos versucht hätten, im Juni 1991 einen Personenbus von Ağdam nach Tiflis in die Luft zu jagen.